# Gymnocalycium berchtii
Gymnocalycium berchtii är en kaktusväxtart som beskrevs av Neuhuber. Gymnocalycium berchtii ingår i släktet Gymnocalycium och familjen kaktusväxter. Inga underarter finns listade i Catalogue of Life.